# Gostagáyevskaya
Gostagáyevskaya (del ruso: Гостагаевская) es una stanitsa del ókrug urbano de la ciudad-balneario de Anapa del krai de Krasnodar, en el sur de Rusia. Está situada a orillas del río Gostagaika, en una llanura que se extiende entre las estribaciones de poniente del Cáucaso Occidental y la costa del mar Negro, 20 km al nordeste de la ciudad de Anapa y 116 km al oeste de Krasnodar. Tenía 9 538 habitantes en 2010.
Es cabeza del municipio rural Gostagáyevskoye, al que pertenecen asimismo Mali Chekon y Kovalenko. En su conjunto el municipio contaba con 9 597 habitantes en 2010.

## Historia
Fue fundada en 1862 en el emplazamiento de un reducto defensivo construido en 1842 de nombre Gostagáyevskoye, como parte de una línea defensiva contra los ataques adigué a lo largo de la costa del mar Negro.

## Demografía
| 2002  | 2010  |
| ----- | ----- |
| 8 962 | 9 538 |

## Economía
El principal sector económico de la localidad es la producción vinícola en las bodegas locales.

## Educación
La población cuenta con 2 escuelas medias, la Nº15 y la Nº31.